# Facultad de Ciencia y Tecnología (UADER)
La Facultad de Ciencia y Tecnología es una de las cuatro facultades de la Universidad Autónoma de Entre Ríos. Es una institución pública de educación superior, creada en el año 2000 y abocada a la formación de docentes en disciplinas científicas, así como a la enseñanza de la ciencia y las tecnologías. 
Cuenta con carreras en 12 sedes de la provincia de Entre Ríos, Argentina. 
- Sede Central Oro Verde
- Sede Basavilbaso
- Sede Chajarí
- Sede Concepción del Uruguay
- Sede Crespo
- Sede Diamante
- Sede Federación
- Sede Gualeguaychú
- Sede Santa Elena
- Sede Villaguay
- Extensión Áulica Gualeguay
- Extensión Áulica Nogoyá

Contacto con las sedes: AQUI

## Carreras

### De grado
- Profesorado en Matemática
- Profesorado en Educación Tecnológica
- Profesorado en Biología
- Profesorado en Química
- Profesorado en Física
- Licenciatura en Accidentología Vial
- Licenciatura en Automatización y Control de Procesos
- Licenciatura en Criminalística
- Licenciatura en Gestión Ambiental
- Licenciatura en Producción Agropecuaria
- Licenciatura en Sistemas de Información
- Ingeniería en Telecomunicaciones

### De pregrado
- Analista de Sistemas
- Tecnicatura en Acuicultura
- Tecnicatura en Accidentología Vial
- Tecnicatura en Balística
- Tecnicatura en Documentología
- Tecnicatura en Papiloscopía
- Tecnicatura en Granja y Producción Avícola
- Tecnicatura Universitaria en Producción Agropecuaria
- Tecnicatura Universitaria en Automatización y Control de Procesos Industriales
- Tecnicatura Universitaria en Planeamiento Industrial
- Tecnicatura Universitaria en Gestión Ambiental
- Tecnicatura Universitaria en Producción Porcina

### De posgrado
- Especialización en Educación Científica
- Especialización en Gestión de Proyectos de Software
- Maestría Profesional en Geomática Aplicada a la Gestión de Riesgos Ambientales

## Autoridades
- Decano: Esp. Abog. Juan Pablo Filipuzzi
- Vice Decana: Mg. Adriana Gras
- Secretario de Extensión: Esp. Prof. Jonathan Medrano
- Secretaria de Investigación y Posgrado: Dra. Pamela Zamboni
- Secretario Académica: Prof. Alberto Lescano
- Secretario de Bienestar Estudiantil: Tco. Nicolás Guerra
- Secretaria de Comunicación: Lic. Vanesa Cuello
- Secretario Administrativo: Abg. Fabio Rodríguez Zanin
- Secretario Económico Financiero: Cr. Iván Maffey
- Secretario De Modernización E Innovación Tecnológica: An. Alfredo Choternasty
- Secretario Legal Y Técnico: Abg. Franco Virján
- Subsecretaria  Académica: Prof. Natalia Albert
- Subsecretaria De Extensión: Lic. Emilce Castillo
- Subsecretaria Económico Financiera: Cra. Carolina Quintana
- Subsecretaria de Gestión Académica: Mgs. Diana Grinóvero
- Subsecretario De Modernización E Innovación Tecnológica: Tco. Martin Valpondi

## Ingreso
La propuesta académica de la Facultad de Ciencia y Tecnología es de modalidad presencial. El ingreso es libre y gratuito. Vas a encontrar toda la información referida a las modalidades y requisitos de inscripción en el Blog del Ingresante

## Investigación
La Secretaría de Investigación y Posgrado de la FCyT – UADER tiene la misión de promover el desarrollo y fortalecer el sistema I+D. Su propósito es impulsar, gestionar y acompañar las actividades desarrolladas desde la Facultad en relación con la investigación, la formación de cuarto nivel, y la transferencia tecnológica en líneas de interés institucional.

### Unidades de Investigación
Las Unidades de Investigación son espacios reconocidos como Institutos, Centros y/o Laboratorios, creados para el crecimiento científico y técnico en el ámbito de la Facultad, que contribuyen al desarrollo económico, cultural y/o social de la Provincia y la región. Están estrechamente vinculados a la oferta académica de la Facultad de Ciencia y Tecnología, integrando docentes, investigadores, estudiantes y egresados.
Consultá el detalle: AQUI